# Dibrugarh
Dibrugarh (ásámsky ডিব্ৰুগড়) je město v Ásámu, jednom ze svazových států Indie. V roce 2011 v něm žilo bezmála 140 tisíc obyvatel a bylo správním střediskem svého okresu.

## Poloha
Dibrugarh leží přímo na jižním břehu Brahmaputry a přibližně patnáct kilometrů severně od toku Dihingu.